# Pegomya holmgreni
Pegomya holmgreni este o specie de muște din genul Pegomya, familia Anthomyiidae. A fost descrisă pentru prima dată de Karl Henrik Boheman în anul 1858. Conform Catalogue of Life specia Pegomya holmgreni nu are subspecii cunoscute.